# Adonisblauwtje
Het adonisblauwtje (Lysandra bellargus) is een vlinder uit de familie Lycaenidae. 

## Kenmerken
De spanwijdte is 27-32 mm.
Het mannetje is aan de bovenkant hemelsblauw, het vrouwtje daarentegen is donkerder en heeft langs de vleugels een oranje rand. De onderkant van de vleugel heeft een bruinige ondergrond met verspreide zwarte, witgerande stippen.

## Voorkomen
Het adonisblauwtje komt voornamelijk voor in warm heuvelachtig gebied bij open graslanden op een kalkrijke bodem. Hij is zeldzaam in Zuid-België en komt in Nederland niet voor. Ze kunnen waargenomen worden in twee generaties; van mei tot juni en van augustus tot september.

## Levenswijze
De rupsen scheiden een zoete vloeistof af, waar mieren dol op zijn. Zodoende komen de meeste adonisblauwtjes dus in mierenrijke gebieden voor. Er zijn relatief meer mannetjes dan vrouwtjes, maar door hun lichtere kleur vallen ze ook eerder op. De rupsen van de tweede generatie kunnen veel nadeel ondervinden van droogte waardoor waardplanten als paardenhoefklaver en bont kroonkruid afsterven.